# Wallersche Degeneration
Als Wallersche Degeneration oder Waller-Degeneration werden die komplexen molekularen Vorgänge bezeichnet, die nach einer Schädigung eines Nervs im peripheren Nervensystem (PNS) oder von Faserbahnen des Zentralnervensystems (ZNS) auftreten und vom Ort der Schädigung aus betrachtet zum Untergang des distal vom Soma liegenden Nervenanteils führen.
Diese Degeneration des Axons mit „Kollaps“ und „Desintegration“ folgt dabei in PNS und ZNS einem ähnlichen zeitlichen Verlauf. Die Myelinscheide selbst wird im ZNS allerdings langsamer abgebaut, da es dort kaum phagozytierende Makrophagen gibt.
Mögliche Ursachen sind traumatische Kontinuitätsunterbrechungen wie scharfe Durchtrennung (Axotomie) oder Quetschung, Ischämie, Blutung, virale Entzündung oder toxische Schädigung. Bei Schädigung des ersten Motoneurons, z. B. im Rahmen einer amyotrophen Lateralsklerose, kann in fortgeschrittenen Fällen sich diese als Hyperintensität in der coronalen T2-Wichtung kernspintomographisch darstellen.
Histologisch lassen sich die Auflösung der Myelinscheide und des Axons und eine Phagozytose nachweisen. Im proximal vom Ort der Schädigung liegenden und somanahen Anteil der Nervenzelle kommt es zur Chromatolyse.
Klinisch kann es dabei in den ursprünglich innervierten Arealen zu einer schlaffen motorischen Lähmung inklusive einer möglichen Blasen- und Mastdarmstörung und/oder zu einem Sensibilitätsverlust kommen. Die Evidenz von Ausfällen ist abhängig von Art und Anzahl der betroffenen Axone. Bei Schädigung des ersten Motoneuron resultiert eine spastische motorische Lähmung.

## Folgen
Derartige Schädigungen haben im PNS andere Folgen als im ZNS:

### Peripheres Nervensystem
Bleibt die Markscheide des Axons eines peripheren Nerves erhalten, kann der oberhalb (proximal) der Schädigung liegende Axonstumpf in die denervierte Myelinscheide mit einer Geschwindigkeit von 1 mm pro Tag einwachsen und das Zielorgan reinnervieren, womit eine Wiederherstellung der Funktion (Regeneration) möglich ist. Findet das aussprossende proximale Axonende mit seinem sogenannten Wachstumskegel die Myelinscheide als Leitstruktur nicht, kann dieses auswachsende Axonende ziellos wuchern und ein traumatisches oder Amputationsneurom als Hyperregenerat des peripheren Nervens bilden.

### Zentrales Nervensystem
Schon vor 100 Jahren konnte ausgehend von den Transplantationsexperimenten Ramon y Cajals gezeigt werden, dass geschädigte ZNS-Faserbahnen im Gegensatz dazu nicht regenerieren. Wurde nämlich an das proximale Ende ein Stück eines Sehnerven – der als Hirnnerv dem ZNS zuzuordnen ist und dessen Nervenscheide von Oligodendrozyten gebildet wird – angefügt, wuchs das proximale Ende des Axons nicht in diese Leitstruktur ein.
Augustus Volney Waller (1816–1870) war ein englischer Physiologe in Birmingham, der diese degenerierenden Nervenfasern 1850 in seinen histologischen Schnittpräparaten erstmals beschrieb.